# Що крає у краї туман?
«Що крає у краї туман? — повість українського поета Василя Гея, видана 2010 року. Повість, яка складається з 23 розділів-етюдів, писана протягом трьох років спілкування творчого товариства «Багаття» (ТТБ) на лоні природи (і не тільки), під час якого відомі митці Волині зігрівалися не стільки вогнем багаття і чаркою, скільки чаром рідної землі. Щирість, взаєморозуміння, взаємопідтримка, любов'ю до отчого краю і є тим теплом і світлом, що крає туман печалі й розпачу, брехні, облуди, і зради, чого іще так багато в українському житті-бутті.
Героями повісті стали композитор, директор-художній керівник заслуженого народного ансамблю пісні і танцю «Колос», народний артист України Олександр Огородник. Також режисер і актор, директор-художній керівник Волинського обласного академічного театру ляльок, заслужений діяч мистецтв України Данило Поштарук, директор Волинського академічного театру імені Тараса Шевченка, заслужений діяч мистецтв України Богдан Береза.